# دانیل شارپ
دانیل کریستی شارپ (متولد 21 اوت 1991) یک مدل انگلیسی است.

## اویل زندگی
دانیل شارپ در گریمسبای انگلستان متولد شد. او در مدرسه متی هومبرستون و مدرسه بسگارت در بارتون-آپون-هامبر حضور داشت و در سپتامبر ۲۰۱۳ با مدرک مدیریت مد برند از دانشگاه مرکزی لنکشایر در پرستون فارغ‌التحصیل شد.

## زندگی شخصی
او در گریمسبای بزرگ شد و سپس با خانواده اش به Ulceby نقل مکان کرد. او سه خواهر و یک برادر دارد.